# Vajira Abeywardena

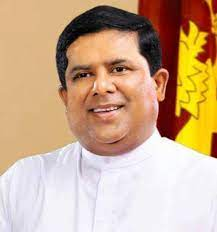
Vajira Abeywardena, 2021

Vajira Wadaknathi Abeywardena (singhalesisch වජිර අබේවර්ධන; * 2. September 1963) ist ein sri-lankischer Politiker der United National Party (UNP).

## Leben
Abeywardena absolvierte nach dem Besuch des Mahinda College ein Studium der Ingenieurwissenschaften an der University of Moratuwa und begann sich bereits während des Studiums als Sekretär sowie später als Vorsitzender der Vereinigten Sozialistischen Studentenfront USSF (United Socialist Students Front) zu engagieren. Zugleich war er zwischen 1982 und 1994 Mitglied des Arbeitsausschusses der Jugendfront der United National Party (UNP). Nach Abschluss des Studiums war er als Ingenieur tätig sowie von 1989 bis 1994 Mitglied des Provinzrates der Südprovinz.
Bei der Wahl am 16. August 1994 wurde Abeywardena, der 1994 auch Vizesekretär der UNP wurde, erstmals zum Mitglied des Parlaments von Sri Lanka gewählt und vertrat in diesem bis zu seiner Niederlage bei der Wahl am 8. April 2010 den Wahlkreis Galle. Er war zeitweise Mitglied des Ausschusses für öffentliche Petitionen und wurde im Dezember 2001 als Minister für öffentliche Verwaltung, Management und Reformen in die zweite Regierung von Premierminister Ranil Wickremesinghe berufen, der er bis zum Ende von dessen Amtszeit im April 2004 angehörte. Als solcher wurde er am 28. Februar 2002 auch formell zum Kabinettsminister ernannt.
Im Januar 2015 wurde Abeywardena von Premierminister Wickremesinghe zum Innenminister in dessen dritter Regierung ernannt. Bei der Wahl am 17. August 2015 wurde er zudem wieder zum Mitglied des Parlaments gewählt, in dem er wieder den Wahlkreis Galle repräsentiert.